# Guadalupe Peak Trail
Le Guadalupe Peak Trail est un sentier de randonnée américain dans le comté de Culberson, au Texas. Entièrement situé au sein du parc national des Guadalupe Mountains, il débute au terrain de camping dit Pine Springs Campground et grimpe jusqu'au sommet du pic Guadalupe, le point culminant des montagnes Guadalupe. Il constitue la section la plus méridionale du Guadalupe Ridge Trail.